# Florence Vidor
Florence Vidor (ur. 23 lipca 1895 w Houston, zm. 3 listopada 1977) – amerykańska aktorka filmowa.

## Filmografia
- 1928: Patriota